# Cmune
Cmune je čínská softwarová firma, založená v roce 2007. Je tvůrcem počítačové hry UberStrike, androidové hry Deadheads a spolupracovala na hře PayDay: Crime War. Cmune má pobočky v Pekingu v Číně  a San Franciscu v USA. 
Od Cmune je nejúspěšnější Uberstrike. Střílečka pro první osobu (FPS). Uberstrike, který byl původně vyvinut pod názvem Paradise Paintball, je příležitostná a multiplayerová bezplatná 3D prohlížečová hra. Od listopadu 2012 se jednalo o největší FPS na Facebooku . Bylo také k dispozici na vlastním webu a v App Store pro Mac a iOS.  
Od 13. června 2016 je hra offline.

## UberStrike
Paradise Paintball byl spuštěn v listopadu 2008. Hra byla celosvětově na prvním místě na Apple Dashboard po čtyřech měsících po svém debutu v listopadu 2008 a byla první real-time 3D multiplayerovou hrou spuštěnou na Facebooku  a MySpace, kde jí byla udělena “Nejlepší nová aplikace” u GDC v březnu 2010.  Paradise Paintball byl nabízen jako první webová 3D hra s real time mikroplatbami, kde uživatelé mohou nakupovat virtuální zboží, aniž by museli hru opustit. 
Paintball Paradise byl přejmenován na 'UberStrike' v 16. listopadu, 2010. 13. srpna 2016, Cmune oznámila ukončení hry na jejich webu  a herni servery byly vypnuty 13. června 2016.
V roce 2019 vznikl fanouškovský patch, který umožnil hru sputit bez oficiálních Uberstrike serverů. Projekt dostal název Uberkill [11]

## Uznání
Dne 28. května 2009 byl Paradise Paintball vybrán jako jeden z vítězných programů Facebooku fbFund 2009. FbFund spravuje Facebook, Accel Partners a The Founders Fund .   Cmune byl nominován na dvě ceny Unity Awards : Community Choice Award, která je vybírána uživateli prostřednictvím ankety, a cena Cross Platform Award.   